# 庫庫利

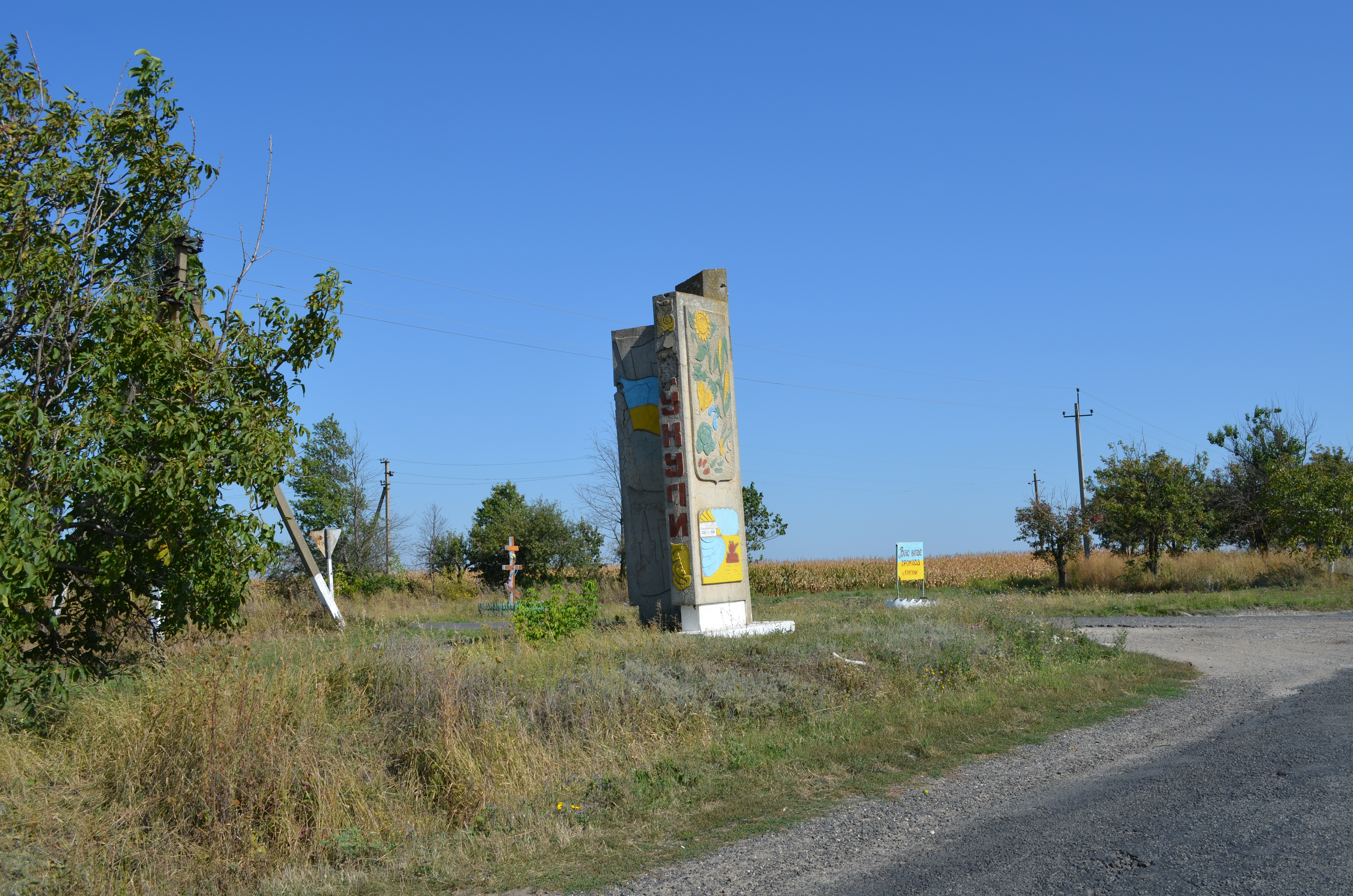

庫庫利（烏克蘭語：Кукули），是烏克蘭的村落，位於該國西南部文尼察州，由圖利欽區負責管轄，處於卡緬卡河畔，始建於1820年，面積2.78平方公里，海拔高度147米，2001年人口895。
48°10′5″N 28°45′9″E / 48.16806°N 28.75250°E